# Шипуновська сільська рада (Шипуновський район)
Шипуно́вська сільська рада (рос. Шипуновский сельский совет) — сільське поселення у складі Шипуновського району Алтайського краю Росії.
Адміністративний центр та єдиний населений пункт — село Шипуново.

## Населення
Населення — 13040 осіб (2019; 12127 в 2010, 11521 у 2002).